# Сквирня

Сквирня — река в России, протекает в Липецкой области. Левый приток Дона.

## География
Река Сквирня берёт начало южнее посёлка Лев Толстой. Течёт на юго-запад. Впадает в Дон у северной границы города Лебедянь. Устье реки находится в 1673 км по левому берегу реки Дон. Длина реки составляет 23 км, площадь водосборного бассейна 274 км². 

## Данные водного реестра
По данным государственного водного реестра России относится к Донскому бассейновому округу, водохозяйственный участок реки — Дон от истока до города Задонск, без рек Красивая Меча и Сосна, речной подбассейн реки — бассейны притоков Дона до впадения Хопра. Речной бассейн реки — Дон (российская часть бассейна).
По данным геоинформационной системы водохозяйственного районирования территории РФ, подготовленной Федеральным агентством водных ресурсов:
- Код водного объекта в государственном водном реестре — 05010100312107000000502
- Код по гидрологической изученности (ГИ) — 107000050
- Код бассейна — 05.01.01.003
- Номер тома по ГИ — 07
- Выпуск по ГИ — 0